# Război de agresiune
Războiul de agresiune este o crimă împotriva păcii, care constă în plănuirea, pregătirea, dezlănțuirea sau purtarea unui război, cu violarea tratatelor, a garanțiilor sau a acordurilor internaționale. Comiterea ei atrage răspunderea internațională. Carta Organizației Națiunilor Unite și numeroase documente internaționale adoptate ulterior, incriminează războiul de agresiune, ca act ilegal al politicii externe a statelor, considerându-l crimă de drept internațional împotriva păcii și umanității.
O tentativă de interzicerea războiului de agresiune și eliminarea lui din relațiile internaționale a fost Pactul Briand-Kellog, finalizat prin adoptarea la Paris, la 27 august 1928, a Tratatului general de renunțare la război ca instrument al politicii naționale (Pactul de la Paris). Din păcate, tratatul nu specifică nici o procedură de contrângere colectivă destinată să reprime violarea sa și interzice doar recurgerea la război, nu și aplicarea altor forme de utilizare a forței sau amenințările cu forța. 

După al doilea război mondial, Organizația Națiunilor Unite a consacrat "principiul neagresiunii" și a stabilit că războiul de agresiune este cea mai gravă crimă internațională, fiind calificat drept crimă împotriva păcii.
Într-o declarație difuzată la încheierea unei reuniuni a Conferinței Episcopale din Würzburg în sudul Germaniei, în 2003, episcopii și-au manifestat sprijinul față de rezolvarea pașnică a conflictului din Irak și au declarat că o strategie de securitate care să recunoască războiul preventiv este în opoziție cu doctrina catolică și cu Dreptul Internațional și că, în esență, acesta reprezintă un război de agresiune.

## Definiții
Originile conceptului de război de agresiune se regăsesc în art. 231, Tratatul de la Versailles din 1919:  „Germania acceptă răspunderea sa și a aliaților săi pentru că a provocat toate pierderile și pagubele la care au fost supuse guvernele aliate și asociate și cetățenii lor ca urmare a războiului impus de agresiunea germană și a aliaților săi”. Maguire argumenta: „Inițial, președintele Wilson a rezistat efortului de a marca Germania cu vină de război, dar liderii francezi și britanici au forțat-o să facă compromisuri. Germania a fost numită ca agresor. Conceptul a fost introdus în dreptul internațional .”

### Convenții pentru definirea agresiunii
Pe 3 și 4 iulie 1933, la Londra,  au fost semnate două convenții pentru definirea agresiunii. Prima Convenție a fost semnată de Cehoslovacia, România, Uniunea Sovietică, Turcia și Iugoslavia, care a intrat în vigoare  pe 17 februarie 1934, când a fost ratificat de toți, în afară de Turcia.  A doua Convenție a fost semnat de Afganistan (ratificată pe 20 octombrie 1933), Estonia (4 decembrie), Letonia (4 decembrie), Persia (16 noiembrie), Polonia (16 octombrie), România (16 octombrie) și Turcia, care a ratificat ambele convenții pe 23 martie 1934. Finlanda a aderat la a doua convenție la 31 ianuarie 1934. Cea de-a doua convenție a fost prima care a fost înregistrată în seria tratatelor Societății Națiunilor din 29 martie 1934.
Convenția definește un act de agresiune după cum urmează:
- Declarația de război împotriva unui alt stat.
- Invazia forțelor sale armate, cu sau fără o declarație de război, a teritoriului unui alt stat.
- Atac de forțele sale terestre, navale sau aeriene, cu sau fără o declarație de război, pe teritoriul, navele sau aeronavele unui alt stat.
- Blocarea navală a coastelor sau porturilor unui alt stat.
- Acordarea de sprijin pentru benzile armate formate pe teritoriul său care au invadat teritoriul altui stat sau refuz, fără a aduce atingere cererii statului invadat, să ia pe teritoriul său toate măsurile care îi sunt de competența de a privege aceste benzi de toate asistență sau protecție.

Prerogativele Ligii din acea convenție de expulzare a unui membru al Ligii găsite vinovate de agresiune au fost folosite de Adunarea Ligii o singură dată împotriva guvernului sovietic însuși, la 14 decembrie 1939, ca urmare a invaziei sovietice a Finlandei.
Documente primare:
- Textul Convenției din 3 iulie
- Textul Convenției din 4 iulie
- Textul Convenției din 5 iulie

### Principiile de la Nürnberg
În 1945, Carta de la Londra a Tribunalului Militar Internațional a definit trei categorii de crime, inclusiv crime împotriva păcii. Această definiție a fost folosită pentru prima dată de Finlanda pentru a urmări conducerea politică în procesele de responsabilitate de război din Finlanda. Principiile au fost cunoscute mai târziu sub numele de Principiile de la Nürnberg.

### Statutul de la Roma al Curții Penale Internaționale
Statutul de la Roma al Curții Penale Internaționale menționează infracțiunea de agresiune ca fiind una dintre cele mai grave crime de interes al comunității internaționale și prevede că infracțiunea se încadrează în jurisdicția Curții Penale Internaționale. Cu toate acestea, articolul 5.2 din Statutul de la Roma prevede că "Curtea își exercită jurisdicția asupra infracțiunii de agresiune odată ce o dispoziție este adoptată în conformitate cu articolele 121 și 123 care definesc infracțiunea și precizează condițiile în care Curtea își exercită competența cu privire la această crimă. O astfel de dispoziție trebuie să fie în conformitate cu dispozițiile relevante din Carta Națiunilor Unite". Adunarea statelor părți al CPI a adoptat o astfel de definiție la Conferința de evaluare de la Kampala din 2010.

## Vezi și
- Responsabilitatea de comandă
- Crime împotriva păcii
- Norma peremptorie
- Drept internațional
- Invazie
- Război preventiv
- Crimă de război